# Cantharocybe
Cantharocybe là một chi của nấm thuộc họ Pleurotaceae. Chi này, được miêu tả bởi nhà nghiên cứu nấm người Mỹ Howard E. Bigelow và Alexander H. Smith năm 1973, chỉ có một đại diện, gồm một loài Cantharocybe gruberi.